# Sadler
Sadler és una població dels Estats Units a l'estat de Texas. Segons el cens del 2000 tenia 404 habitants.

## Demografia
Segons el cens del 2000, Sadler tenia 404 habitants, 167 habitatges, i 112 famílies. La densitat de població era de 260 habitants per km².
Dels 167 habitatges en un 29,3% hi vivien nens de menys de 18 anys, en un 54,5% hi vivien parelles casades, en un 8,4% dones solteres, i en un 32,9% no eren unitats familiars. En el 30,5% dels habitatges hi vivien persones soles el 15% de les quals corresponia a persones de 65 anys o més que vivien soles. El nombre mitjà de persones vivint en cada habitatge era de 2,42 i el nombre mitjà de persones que vivien en cada família era de 3,04.
Per edats la població es repartia de la següent manera: un 25,7% tenia menys de 18 anys, un 7,4% entre 18 i 24, un 25,5% entre 25 i 44, un 26,2% de 45 a 60 i un 15,1% 65 anys o més.
L'edat mediana era de 38 anys. Per cada 100 dones de 18 o més anys hi havia 87,5 homes.
La renda mediana per habitatge era de 26.250 $ i la renda mediana per família de 29.250 $. Els homes tenien una renda mediana de 30.893 $ mentre que les dones 21.667 $. La renda per capita de la població era de 15.302 $. Aproximadament l'11,9% de les famílies i el 14,7% de la població estaven per davall del llindar de pobresa.

## Poblacions més properes
El següent diagrama mostra les poblacions més properes.